# Van Kavel tot Kasteel
Van Kavel tot Kasteel is een programma van RTL 4 dat van 2005 tot en met 2012 werd uitgezonden. Het programma werd in de seizoenen 2005/2006 & 2006/2007 gepresenteerd door Esther Duller. Vanaf september 2007 tot en met 2008 is Esther samen te zien met Joris Putman in Van Kavel tot Kasteel. Vanaf 2009 is Esther weer alleen te zien als presentatrice van dit programma.
In het programma worden mensen gevolgd bij de verbouwing van hun nieuwe huis, bij het opknappen van een oud huis of bij de verkoop van hun woning.

## Presentatoren
- Esther Duller (2005-2012)
- Joris Putman (september 2007-2008)

## Voice-overs
- Jan Ad Adolfsen (2005-2006)
- Joost van der Stel (2007-2012)

## Zenders
- RTL 4 (2005-2012)